# Heidi Heitkamp
Mary Kathryn „Heidi” Heitkamp (ur. 30 października 1955 w Breckenridge) – amerykańska polityk.

## Życiorys
Urodziła się 30 października 1955 roku w Breckenridge. Ukończyła University of North Dakota, a następnie Lewis & Clark College. Pracowała jako prawnik, a także jako stanowy poborca podatkowy. W latach 1992–2000 była prokuratorem generalnym stanu Dakota Północna. W 2000 roku bezskutecznie ubiegała się o urząd gubernatora. W 2012 roku została wybrana do Senatu z ramienia Partii Demokratycznej.